# Saúl Coco
Pour les articles homonymes, voir Coco.
Saúl Coco, né le 9 février 1999 à Lanzarote, est un footballeur international équatoguinéen qui évolue au poste de défenseur central au Torino FC.

## Biographie

### Carrière en club
Coco fait ses débuts dans l'équipe première de Las Palmas le 17 décembre 2020, remplaçant Álvaro Lemos lors d'une victoire 4-0 à l'extérieur contre le CD Varea en Copa del Rey.

### Carrière en sélection
Il fait ses débuts internationaux avec la Guinée équatoriale le 3 septembre 2017, remplaçant Pablo Ganet lors d'une défaite 1-2 en match amical contre le Bénin,.
Il inscrit son premier but en équipe nationale le 7 octobre 2021, contre la Zambie (victoire 2-0). Il marque son deuxième but le 16 novembre 2021, contre la Mauritanie, permettant à son équipe de réaliser le match nul (1-1). Ces deux rencontres rentrent dans le cadre des éliminatoires de la Coupe d'Afrique des nations 2021.
Le 27 décembre 2021, il est retenu par le sélectionneur Juan Micha afin de participer à la Coupe d'Afrique des nations 2021 organisée au Cameroun. En décembre 2023, il est retenu dans la liste des vingt-sept joueurs équatoguinéens sélectionnés pour disputer la Coupe d'Afrique des nations 2023.